# For sin Dreng
For sin Dreng er en dansk stumfilm fra 1916 med manuskript af A.V. Olsen. Ifølge filmens program er den instrueret af Robert Dinesen, men produktionsprotokollen (XI,3) angiver Alexander Christian.

## Handling
Denne artikel mangler et handlingsreferat. Hjælp os med at skrive det.

## Medvirkende
- Thorleif Lund - James Morton, bankier
- Ebba Thomsen - Emma, James' kone
- Arne Weel - Edward, Mortons søn
- Robert Schyberg - Joseph Simpson, bogholder
- Stella Lind - Vita Bell, medlem af en tyvebande